# Nikobarkejsare
Nikobarkejsare (Pomacanthus imperator) är en fisk i familjen kejsarfiskar som förekommer i havet.
Arten blir upp till 40 cm lång. På varje kroppssida förekommer flera längsgående gulaktiga strimmor på blåbrun grund. Tvärs över ögonen går en mörk strimma som liknar en slöja. Ungar har däremot en blå grundfärg med vita mönster som liknar hårvirvlar.
Utbredningsområdet ligger i Indiska oceanen och Stilla havet nära kusterna från östra Afrika och Madagaskar över Arabiska halvön, Indien, Sydostasien och norra Australien till södra Japan och Oceanien. Nikobarkejsaren vistas i områden som är upp till 100 meter djupa gärna nära korallrev eller andra klippor med små grottor. Den besöker även vikar.
Arten äter svampdjur och manteldjur.
Några exemplar fångas och hölls som akvariefiskar. IUCN listar arten som livskraftig (LC).